# Symfonie nr. 4 (Gadzhiev)
Ahmed Djevdyet Gadzhiev componeerde zijn Symfonie nr. 4 gedurende de jaren 1952 tot en met 1956. Het is opgedragen aan Vladimir Lenin.
Gadzhiev studeerde met zijn derde symfonie in 1947 af onder Dmitri Sjostakovitsj. De invloed van Sjostakovitsj is in deze vierde symfonie nog volop aanwezig. Men beschuldigde Gadzhiev zelfs van plagiaat, maar Sjostakovitsj wimpelde dat af. Echter later zei Sjostakovitsj over deze leerling, dat die capabel was, maar te veel anderen imiteerde; hij hoopte dat dat in de loop van de jaren zou verdwijnen. Tegenwoordig wordt Gadzhiev beschouwd als kloon van Sjostakovitsj; bijna hetzelfde en toch net minder. Gadzhiev verschilt daarin van andere leerling van Sjostakovitsj zoals Boris Tisjtsjenko en zeker van Galina Oestvolskaja, die hun eigen weg gingen. De muziek van Gadzhiev, die in 2010 alleen te beluisteren is via een opname van dit werk, moet gezien worden in de behoudende kant van de componistenreeks: Sergej Taneyev, Nikolaj Mjaskovski en Sjostakovitsj.
Deze vierde symfonie is onderverdeeld in vijf delen:
1. Adagio
2. Allegro non troppo; Andantino molto cantabile, Allgero non troppo;
3. Allegretto
4. Largo
5. Sostenuto e maestoso; Allegretto non troppo.

Ze duurt ongeveer 54 minuten en is qua muziek zeer traditioneel. Dat moest toen ook wel want de Sovjet-autoriteiten wilden dat er muziek geschreven werd, die het volk begreep, dus geen Westerse klassieke muziek uit de 20e eeuw, maar muziek terug te leiden op de Russische volksmuziek. De muziek is daarom beter te plaatsen rond het begin van de 20e eeuw dan in 1952.
Gezien de traditionele muziek kan men uitgaan van een orkestratie volgens het klassieke model, bijzondere muziekinstrumenten zijn op de opname niet te horen.

## Discografie en bron
- Uitgave Olympia Compact Disc Ltd. 205; het Leningrad PO onder leiding van Foeat Mansoerov uit 1987 (niet meer verkrijgbaar). Het album verscheen in verband met het 70-jarige feest rond de Russische Revolutie.